# Solly Sachs
Emil Solomon „Solly“ Sachs (* 11. November 1900 in Kamajai, Litauen; † 30. Juli 1976 in London) war ein südafrikanischer Gewerkschafter, Anti-Apartheid-Aktivist und Schriftsteller. Er war Sozialist und gehörte zeitweise der Communist Party of South Africa (CPSA) an.

## Leben

### Kindheit in Litauen
Sachs’ Eltern waren Abraham Saks und Hannah Riskin. Er wurde als viertes von fünf Kindern geboren, zu seinen Geschwistern zählte Bernard Sachs. Solly Sachs besuchte als Kind den Cheder und zeigte dort außergewöhnliche Kenntnisse des Talmud und des Pentateuch. 

### Ausbildung und Tätigkeiten in Südafrika
1914 emigrierte die Familie nach Südafrika. Anfangs lebten sie im Johannesburger Stadtteil Ferreirasdorp. Solly Sachs verließ frühzeitig die Schule und arbeitete in einem Einzelhandelsgeschäft als shop assistant. Zugleich wirkte er an der Gründung der Reef Shop Assistants’ Union mit und lernte für sein Matric. 1919 trat er in die CPSA ein, 1921 auch in die neugegründete Communist Youth League. 1930 wurde er Mitglied des Zentralkomitees der CPSA.
1924 begann er ein Studium der Ingenieurwissenschaften an der University of the Witwatersrand in Johannesburg. Er besuchte dann jedoch im Auftrag der CPSA die Sowjetunion, wo er über revolutionäre Bewegungen unterrichtet wurde, und das Vereinigte Königreich, wo er die Gewerkschaftsbewegung studierte. Anschließend studierte er Rechtswissenschaften, Englisch und Volkswirtschaft.
1926 wurde er Mitglied des National Executive Committee des kurz zuvor gegründeten South African Trade and Labour Council (SATLC, deutsch etwa „Südafrikanischer Rat für Handel und Arbeit“).
1927 wurde Sachs in Teilzeit arbeitender Sekretär der Witwatersrand Middlemen Taylors’ Association, 1928 erhielt er nach dem Anwachsen der Gewerkschaft auf 1750 Mitglieder eine volle Stelle. 1928 setzte er sich in der South African Clothing Workers’ Union dafür ein, dass nicht nur schwarze Männer, sondern auch schwarze Frauen gewerkschaftlich vertreten sein konnten. Als Sozialist hatte er häufig Differenzen mit der CPSA und wurde 1931 schließlich ausgeschlossen. Der Kommunistischen Internationale und der Politik Josef Stalins blieb er jedoch verbunden.
Von 1928 bis 1952 führte Sachs die von ihm gegründete Garment Workers’ Union (SAGWU) an, die später in der SACTWU aufging. Der SAGWU gehörten weibliche Mitglieder unterschiedlicher Bevölkerungsgruppen an. Sie galt als eine der aktivsten Gewerkschaften und führte zahlreiche Streikaktionen an, darunter in den Jahren 1931 und 1932 zwei Generalstreiks. Der damalige Justizminister Oswald Pirow ließ Sachs 1933 verhaften und für ein Jahr bannen, Pirows Nachfolger Jan Smuts hob die Verfügung kurze Zeit später auf. Sachs reiste in das Vereinigte Königreich. Er sollte von dort deportiert werden, der britische Trades Union Congress setzte sich aber erfolgreich für ihn ein. Sachs reiste nach Deutschland weiter, wo er das Recht erhielt, deutsche und sowjetische Filme in Südafrika zeigen zu dürfen. Dafür gründete Sachs mit seinem Bruder Bernard nach seiner Rückkehr ein Unternehmen. Er setzte sich maßgeblich für die Schaffung eines Fonds für Arbeitslose ein, der im Unemployment Insurance Act of 1946 festgeschrieben wurde.
Zur Parlamentswahl 1943 kandidierte Sachs mit zwei anderen Bewerbern für die Independent Labour Party, verlor aber, obwohl viele Gewerkschaftsmitglieder in seinem Wahlkreis lebten. 1946 trat er der South African Labour Party (SALP) bei; 1952 wurde er deren Schatzmeister. Im Wahlkampf der Parlamentswahl 1948 wurde Sachs von der später siegreichen Nasionale Party wegen seiner gewerkschaftlichen Tätigkeit als „kommunistische Bedrohung“ bezeichnet.

### Exil im Vereinigten Königreich
1952 wurde er von der Regierung gezwungen, den Gewerkschaftsvorsitz niederzulegen, und durfte keine politischen Treffen mehr abhalten. Er demonstrierte trotzdem zweimal vor dem Johannesburger Rathaus mit seinen Anhängern, wurde wegen Verstoßes gegen den Suppression of Communism Act verhaftet und schließlich zu Haft auf Bewährung verurteilt. Daraufhin verließ er am 30. Januar 1953 das Land und zog in das Vereinigte Königreich, wo er weiter gegen das südafrikanische Apartheidsystem wirkte. Er arbeitete zeitweise als Fellow und war 1959 Unterhauskandidat der Labour Party im Wahlkreis Sheffield Hallam; er verlor die Wahl jedoch gegen den Tory-Kandidaten.

### Familie
1926 heiratete er die damalige Stenotypistin Ray Ginsberg, die ebenfalls aus Litauen stammte. Das Paar hatte zwei Söhne, darunter Albie Sachs. 1942 wurde die Ehe geschieden, und Sachs heiratete im selben Jahr Dulcie Hartwell, von der er sich 1951 trennte. Mit ihr hatte er einen weiteren Sohn und ein Pflegekind.

## Werke
- 1952: The Choice before South Africa.
- 1957: Rebels Daughters, auch als Garment workers in Action.
- 1959: The South African Treason Trial (mit L. Forman).
- 1965: The Anatomy of Apartheid.